# Historický ústav (Sarajevo)
Historický ústav (bosensky Institut za historiju) je vědecké pracoviště v Sarajevu, které se věnuje především moderním dějinám Bosny a Hercegoviny.

## Dějiny
Již začátkem dubna 1945 Předsednictvo Zemské antifašistické rady národního obrození Bosny a Hercegoviny (ZAVNOBiH), fakticky přechodná komunistická rada ministrů v této republice, apelovalo na Pověřenectvo pro národní osvětu (Povjereništvo za narodnu prosvjetu), aby zřídilo zvláštní ústav pro shromažďování pramenů pro studium národně osvobozeneckého boje. V tomto směru se však dlouho nic nedělo. Teprve až roku 1949 Ústřední výbor Komunistické strany Jugoslávie, na základě závěrů Pátého kongresu KSJ (1948), pověřil republiková vedení, aby při jejich ústředních výborech vznikla zvláštní oddělení pro studium historie. Ještě v témže roce pak při Ústředním výboru Komunistické strany Bosny a Hercegoviny vzniklo Historické oddělení (Historijsko odjeljenje), které rozhodnutím republikové vlády k 17. července 1958 přerostlo v samostatný Ústav pro studium dějin dělnického hnutí (Institut za proučavanje historije radničkog pokreta). Nové pracoviště se mělo zabývat dějinami jihoslovanského dělnického hnutí, národní revoluce a socialistické výstavby. Ústav zahájil činnost 1. ledna 1959 v adaptované budově v sarajevské ulici Đure Đakovića 9, dnes Alipašina 9.
Na chod ústavu dohlížela zprvu patnáctičlenná Rada, jež se roku 1958 skládala z 5 pracovníků ústavu a 10 externistů, v praxi zasloužilých straníků a politicky vlivných osob. Roku 1961 měl ústav již 30 pracovníků, z nichž 24 mělo plný úvazek.
V důsledku politického uvolňování v druhé polovině 60. let pak roku 1969 Rada navrhla reorganizaci ústavu a změnu jeho jména, což ovšem nebylo politickým vedením republiky přijato kladně. Teprve až roku 1973 byl přijat zvláštní zákon, zpracovaný dlouholetými pracovníky ústavu, který změnil poslání a strukturu vědeckého pracoviště a definitivně jej přejmenoval na Historický ústav v Sarajevu (Institu za historiju u Sarajevu). V Radě ústavu měl nadále stát pouze jeho pracovní kolektiv. Současně roku 1973 ústav předal veškeré schraňované listinné dokumenty Archivu Bosny a Hercegoviny.
Roku 2013 se ústav stal součástí Univerzity v Sarajevu.
Roku 2016 v ústavu pracovalo 20 osob, z nichž měli převahu historici narození v 80. letech 20. století. Rada ústavu čítá 9 členů z řad současných nebo předchozích pracovníků. Součástí ústavu je i knihovna s 12 000 svazky.
Ústav vydává časopisy Prilozi (Příspěvky, 1965–1973, 1974–1991, od 1999) a Historijska traganja (Historická bádání, 2008–2015 a od 2018).

## Ředitelé
- 1959–1961 Miroslav Đorđević (1915–1997)
- 1961–1972 Enver Redžić (1915–2009)
- 1972–1976 Nikola Babić (1926–1978)
- 1976–1978 Zdravko Antonić (1934–2009)
- 1978–1987 Ibrahim Karabegović (1931–2011)
- 1987–1990 Ilijas Hadžibegović (1938–2010)
- 1990–1997 Boris Nilević (1947–1999)
- 1997–1998 pověřen výkonem funkce Tomislav Išek (*1937)
- 1998–2002 Ibrahim Karabegović (1931–2011)
- 2002–2016 Husnija Kamberović (*1963)
- 2016–2018 Senija Milišić (*1954)
- 2018–2019 pověřen výkonem funkce ředitele Muhamed Nametak (*1986)
- 2019–2020 pověřen výkonem funkce ředitele Sedad Bešlija (*1985)
- 2020–2024 Sedad Bešlija (*1985)